# Gastritis
Gastritis je upala želučane sluznice. Općenita podjela je na akutni i kronični gastritis. Glavni uzroci akutnog gastritisa su pretjerana konzumacija alkohola ili dugotrajna uporaba nesteroidnih antireumatika poput aspirina i ibuprofena, ali može nastati i nakon većeg operativnog zahvata, traumatske ozljede, opeklina ili teških infekcija.

## Uzroci
Želučana sluznica može biti nadražena i upaljena iz sljedećih razloga:
- bakterijski gastritis
- akutni gastritis izazvan stresom
- kronični erozivni gastritis
- virusni ili gljivični gastritis
- eozinofilni gastritis
- atrofični gastritis
- Menetrierova bolest
- gastritis s plazma stanicama

## Gastritis prouzročen stresom
Gastritis prouzročen stresom je karakteriziran difuznim površnim erozijama mukoze koje izgledaju kao diskretna područja eritema. Ako nastanu krvarenja, obično sama prestaju. U rijetkim slučajevima predstavljaju opasnost za život. Stresna krvarenja su česta u jedinicama intenzivne skrbi. Incidencija klinički značajnog gastrointestinalnog krvarenja zbog akutnog stresnog gastritisa nalazi se kod 1,5% ovakvih pacijenata. U obrani sluznice važno je i stvaranje raznih citoprotektivnih prostaglandina (tvari koje služe za obranu sluznice) za čiji je nastanak nužna dobra prokrvljenost želučane sluznice. To je jedan od mehanizama kojima se objašnjava nastanak ulkusa u stanjima šoka, hipoksije i stresa, te u starijih osoba s razvijenom aterosklerozom, odnosno u svim stanjima u kojima je opskrba želuca krvlju i kisikom smanjena. Stresna krvarenja najčešće su povezana s ozljedama glave i povišenim intrakranijalnim tlakom (Cushingove ulceracije) i opeklinama (Curlingove ulceracije)

## Tijek bolesti
Gastritis počinje s bolom u gornjem dijelu trbuha s mučninom i žgaravicom. Često se takvi simptomi ubrzo povuku ali ako potraju jasno je da se razvio gastritis. Želučana sluznica kod gastritisa nadražena je i upaljena, ali ne postoji otvorena rana. Otvorena rana je karakteristična za peptički ulkus. 

## Liječenje
Liječenje započinje uvođenjem mjera kao što su prestanak pušenja i promjena prehrambenih navika. U tom smislu je ključno nepreskakanje obroka, pogotovo doručka. Prvi lijekovi koji se uvode jesu antacidi. Često je i samo uzimanje antacida sasvim dovoljno da zaustavi bolest. Međutim, u slučaju da gastritis potraje ili progradira u peptički ulkus tada se u liječenje uvode H2 blokatori i inhibitori protonske pumpe.